# Erechthias leucocyma
Erechthias leucocyma är en fjärilsart som beskrevs av Bradley 1956. Erechthias leucocyma ingår i släktet Erechthias och familjen äkta malar. Inga underarter finns listade i Catalogue of Life.